# تام آرنولد (بازیگر)

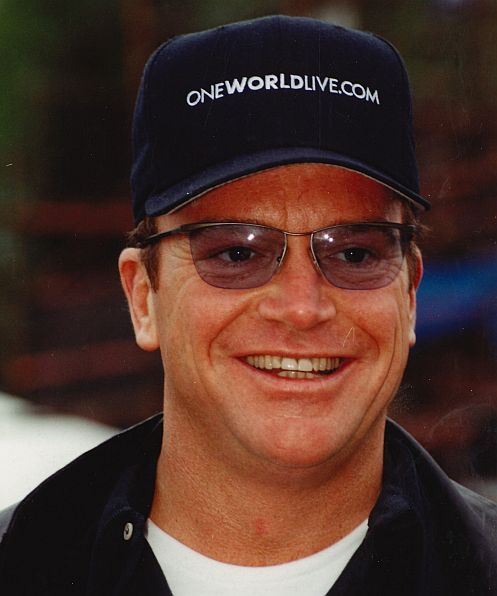

توماس دوان آرنولد (انگلیسی: Tom Arnold؛ زاده ۶ مارس ۱۹۵۹) یک هنرپیشه اهل ایالات متحده آمریکا است. وی از سال ۱۹۷۷ میلادی تاکنون مشغول فعالیت بوده‌است.

## گزیده فیلمشناسی
از فیلم‌ها یا برنامه‌های تلویزیونی که وی در آن نقش داشته‌است می‌توان به آثار زیر اشاره کرد.
- فردی مرده‌است: آخرین کابوس (۱۹۹۱)
- قهرمان (۱۹۹۲)
- سر مخروطی‌ها (۱۹۹۳)
- بلوز مخفی (۱۹۹۳)
- دروغ‌های حقیقی (۱۹۹۴)
- نه ماه (۱۹۹۵)
- هم‌سفری (فیلم) (۱۹۹۶)
- هکس (۱۹۹۷)
- آستین پاورز: مرد بین‌المللی رمز و راز (۱۹۹۷)
- لمس (۱۹۹۷)
- کارخانه حیوانات (۲۰۰۰)
- زخم‌های کهنه (۲۰۰۱)
- هانسل و گرتل (فیلم ۲۰۰۲) (۲۰۰۲)
- مردانگی (فیلم ۲۰۰۳) (۲۰۰۳)
- نشنال لمپون نه چندان قانونی (۲۰۰۳)
- زاده برای مرگ (۲۰۰۳)
- ریباند (۲۰۰۵)
- من و بچه (۲۰۰۵)
- پایان خوش (۲۰۰۵)
- فصل پایانی (۲۰۰۷)
- انسان راست‌قامت (۲۰۰۷)
- غرور (فیلم ۲۰۰۷) (۲۰۰۷)
- پرتقال‌ها (فیلم ۲۰۰۷) (۲۰۰۷)
- پالو آلتو (فیلم ۲۰۰۷) (۲۰۰۷)
- باغ‌های شب (۲۰۰۸)
- سال آشنایی با ما (۲۰۰۸)
- شکاک (فیلم) (۲۰۰۹)
- عدالت برادر (۲۰۱۰)
- فرد ۳ (۲۰۱۲)
- حفاظت از شاهد مدیا (۲۰۱۲)
- بزن و فرار کن (۲۰۱۲)
- دمبل‌ها (فیلم) (۲۰۱۴)
- نفرین داونرز گروو (۲۰۱۵)
- نهایت ضربه (۲۰۱۷)
- بزرگتر (فیلم ۲۰۱۸) (۲۰۱۸)
- روزان (۱۹۸۹–۱۹۹۳)
- سیمپسون‌ها (۱۹۹۹)
- والدین نسبتاً عجیب و غریب (۲۰۰۱)
- کارآموز ستارگان (۲۰۰۷)
- ۳ روز با پدر (۲۰۱۹)
- فرزندان آشوب (۲۰۰۹–۲۰۱۱)
- ان‌سی‌آی‌اس: نیواورلئان (۲۰۱۶–۲۰۱۹)
- باک هوارد بزرگ